# 烏丘馬爾卡區

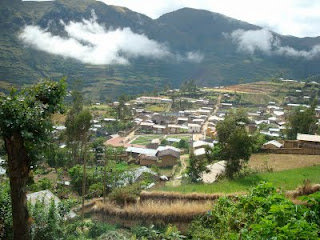

烏丘馬爾卡區（西班牙語：Distrito de Uchumarca），是秘魯的一個區，位於該國西北部拉利伯塔德大區的博利瓦省，始建於1857年1月2日，面積190.53平方公里，海拔高度3,035米，2005年人口3,132，人口密度每平方公里16人。